# Víktor Vlásov
Víktor Petróvich Vlásov, en Ruso:Виктор Петрович Власов (nacido el 1 de septiembre de 1925 y muerto en el año 2002) fue un jugador soviético de baloncesto. Consiguió cuatro medallas en competiciones internacionales con la selección de la Unión Soviética.